# Walther von Hünersdorff
Walther von Hünersdorff (Il Cairo, 28 novembre 1898 – Char'kov, 17 luglio 1943) è stato un generale tedesco.
Ufficiale delle Panzertruppen della Wehrmacht, si distinse durante la seconda guerra mondiale per capacità tattico-operative e per dinamismo e energia nella condotta di reparti meccanizzati, dapprima con incarichi di stato maggiore in vari reparti corazzati tedeschi, e poi direttamente al comando di unità corazzate combattenti sul Fronte orientale dove rimase ucciso in azione durante la battaglia di Kursk.

## Biografia
Alla testa, con il grado di oberst, del 11º Panzer-Regiment, l'unità corazzata della 6. Panzer-Division, guidò con abilità e strenua energia i suoi panzer durante l'operazione Tempesta Invernale, il drammatico tentativo di accorrere in soccorso e sbloccare la 6ª Armata accerchiata nella sacca di Stalingrado. Iniziata il 12 dicembre 1942, l'operazione, dopo alcuni successi iniziali, si concluse alla fine dell'anno con un grave fallimento e la ritirata delle truppe tedesche. 

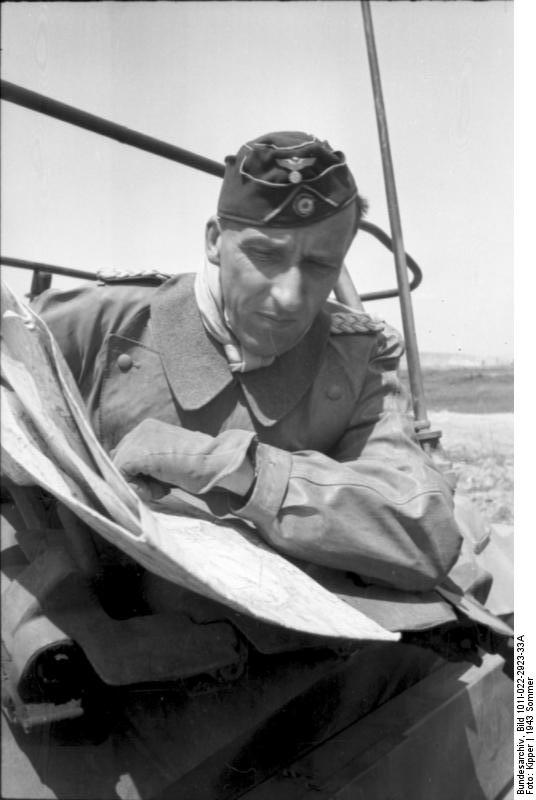
Il maggior generale von Hünersdorff nell'estate 1943, prima dell'inizio della Battaglia di Kursk.

Von Hünersdorff diresse con il massimo impegno l'avanzata delle sue unità corazzate e il 19 dicembre 1942, giunse, dopo aspre battaglie di carri contro i corpi meccanizzati sovietici nel villaggio di Vercne Kumrskij, fino a 48 chilometri di distanza dalla sacca della 6ª Armata. Le sue forze erano però ormai logorate e von Hünersdorff, violentemente contrattaccato, dovette arrestare l'avanzare e passare sulla difensiva; la catastrofica situazione dei tedeschi in altri settori del fronte, costrinse l'alto comando a ritirare la 6. Panzer-Division dalle sue posizioni avanzate, rinunciando a salvare la 6ª Armata. Von Hünersdorff abbandonò le posizioni raggiunte e si trasferì con i panzer superstiti a nord del fiume Don dove contribuì con un brillante contrattacco a fermare temporaneamente l'avanzata dei carri sovietici verso gli aeroporti strategici di Tatsjnskaja e Morozovskaja.
Nelle settimane successive von Hünersdorff combatté ancora alla testa dei suoi panzer, in una serie di dure battaglie nel settore del Don per cercare di frenare le continue penetrazioni in profondità delle colonne corazzate sovietiche, mostrando notevole abilità tattica. Alla fine del dicembre 1942 passò quindi al comando generale della 6. Panzer-Division e partecipò con grande distinzione alla vittoriosa Terza battaglia di Char'kov e alla successiva, micidiale Battaglia di Kursk. Durante questa dura battaglia il maggior generale von Hünersdoff venne mortalmente ferito il 13 luglio 1943 da un cecchino sovietico mentre conduceva in prima linea le sue colonne corazzate. La morte avvenne il 17 luglio in un ospedale militare di Char'kov.

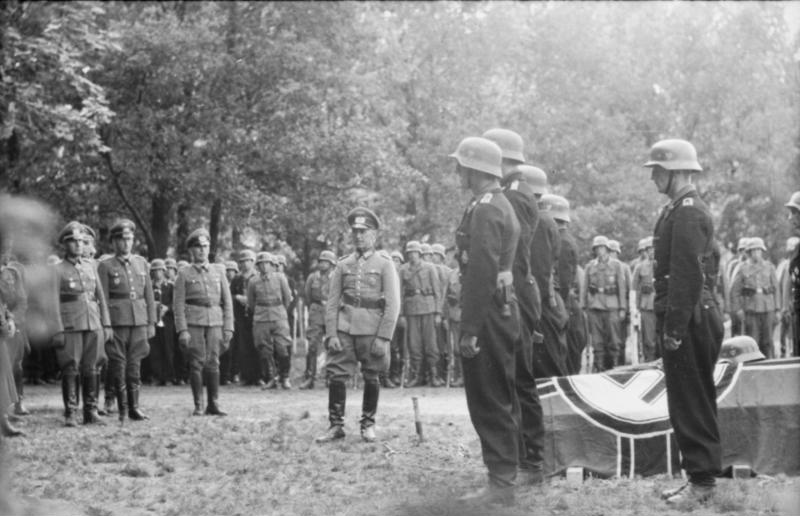
Cerimonia funebre in onore di Walther von Hünesdorff.

Considerato tra i più abili e preparati comandanti tedeschi delle truppe corazzate, valoroso combattente nelle più aspre battaglie sul fronte est, molto apprezzato dai suoi uomini, von Hünersdorff aveva ricevuto il 22 dicembre 1942, la ambita Croce di Cavaliere della Croce di Ferro, e il 14 luglio 1943 (il giorno successivo al suo ferimento), le foglie di quercia per la Croce di Cavaliere. La sua perdita fu profondamente sentita all'interno della Wehrmacht.